# Franz Werner (Zoologe)

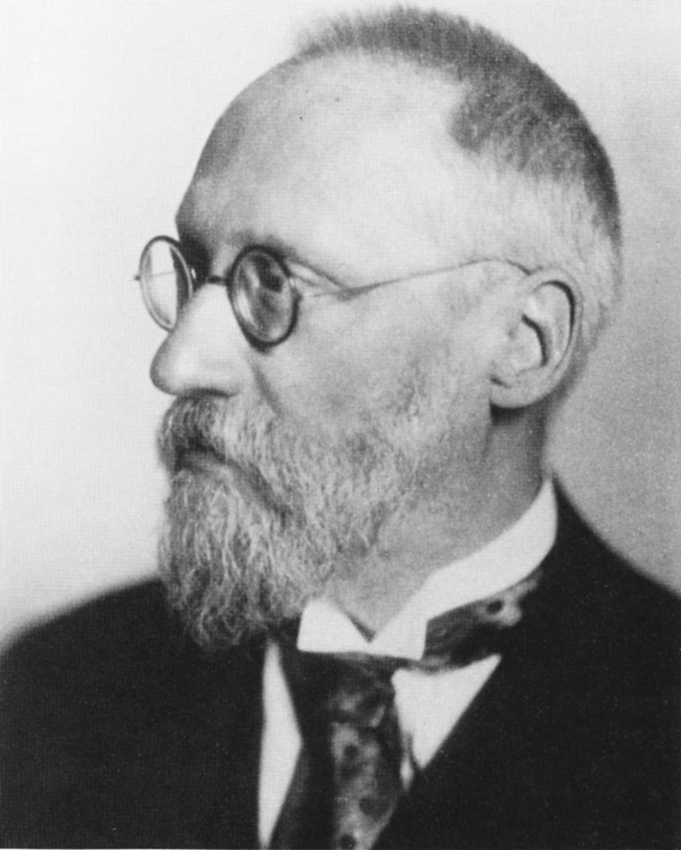
Franz Werner

Franz Josef Maria Werner (* 15. August 1867 in Wien; † 28. Februar 1939 ebenda) war ein österreichischer Zoologe. Spezialisiert auf die Bereiche Herpetologie und Entomologie beschrieb er verschiedene Taxa von Fröschen, Schlangen und Insekten.

## Biographie
Durch seinen Vater kam er schon im Alter von sechs Jahren in Kontakt mit Reptilien und Amphibien. Seine folgenden Studien wurden von George Albert Boulenger und Oskar Böttger unterstützt. 1890 wurde er in Wien mit dem Doktortitel ausgezeichnet. Nach einem einjährigen Aufenthalt in Leipzig begann er, am Institut für Zoologie der Universität Wien zu unterrichten. An demselben Institut war er 1919 bis 1933 Professor.
Neben seiner Forschungstätigkeit im Bereich der Herpetologie, die sich in mehr als 550 Publikationen niederschlug, besaß er eine eigene wissenschaftliche Sammlung. Er benannte zahlreiche neue Arten von Reptilien, Amphibien und Arthropoden, bei letzteren vor allem Orthoptera und Skorpione.
1931 veröffentlichte er das Fachbuch Dritte Klasse der Craniota: dritte und zugleich letzte Klasse der Ichthyopsida: Amphibia, Lurche: allgemeine Einleitung in die Naturgeschichte der Amphibia und 1910 das Fachbuch Amphibien und Reptilien.
Werner beschrieb unter anderem die Froschfamilie Leptodactylidae Werner, 1896 und zahlreiche Arten, darunter den südamerikanischen Froschlurch Pristimantis appendiculatus (als Eleutherodactylus appendiculatus Werner, 1894), die Libanesische Bergotter (Montivipera bornmuelleri, als Vipera bornmuelleri Werner, 1898), die Palästinaviper (Vipera palaestinae Werner, 1938) und die Kykladenviper (Macrovipera schweizeri, als Vipera lebetina schweizeri Werner, 1935). Er erstbeschrieb 107 Arten von Reptilien. 1904 wurde er Mitglied der Leopoldina.
Werner trat am 3. Februar 1933 der NSDAP bei (Mitgliedsnummer 1.389.827), aber zum Parteiverbot der NSDAP in Österreich im Juni 1933 wieder aus, um erneut zum 1. Mai 1938 aufgenommen zu werden (Mitgliedsnummer 6.339.946).

## Dedikationsnamen
- Arthroseps werneri (Echsenart)
- Stenaelurillus werneri Eugène Simon, 1885 (Spinnenart)
- Dipsadoboa werneri Boulenger, 1897 (Schlangenart)
- Aparallactus werneri Boulenger, 1898 (Schlangenart)
- Chamaeleo werneri Tornier, 1899 (Chamäleonart)
- Chamaelycus werneri Mocquard, 1902 (Schlangenart)
- Werneria Franz Poche, 1903 (Schildkrötengattung)
- Olios werneri Eugène Simon, 1906 (Spinnenart)
- Firmicus werneri Eugène Simon, 1906 (Spinnenart)
- Achalinus werneri van Denburgh, 1912 (Schlangenart)
- Atractus werneri Peracca, 1912 (Schlangenart)
- Xenodon werneri Werner, 1924 (Schlangenart)
- Uracentron azureum werneri Mertens, 1925 (Leguanart)
- Pachydactylus werneri Hewitt, 1935 (Geckoart)
- Dendropsophus werneri Cochran, 1952 (Froschart)
- Pseudotrapelus sinaitus werneri Moravec, 2002 (Agamenart)

## Publikationen
- Franz Werner (1896): Über einige Reptilien aus Usambara (Deutsch-Ostafrika). In: Verhandlungen der Kaiserlich-Königlichen Zoologisch-Botanischen Gesellschaft in Wien. Jahrgang 45, Wien 1895, S. 190–194.
- Franz Werner (1899): Ein neues Chamaeleon aus Madagascar (Chamaeleon axillaris). In: Zoologischer Anzeiger. Band 22, Berlin 1899, S. 183–184 (zobodat.at [PDF]).
- Franz Werner (1902): Prodromus einer Monographie der Chamäleonten. In: Zoologische Jahrbücher. Abteilung für Systematik, Geographie und Biologie der Tiere. Band 15, 1902, S. 295–460 (zobodat.at [PDF]).
- Franz Werner (1911): Das Tierreich – Chamaeleonidae. Walter de Gruyter, Berlin, 27: xi + 52 S.